# NEO (証券市場)
NEOとはかつて存在したジャスダック内の新興企業向けの株式市場である。NEO自体は「新しい」の意だが、New Entrepreneurs' Opportunity（新しい起業家たちの機会）や、New Evaluation Opportunity（新しい評価の機会）の略語でもある。

## 概要
上場基準はジャスダックより緩く、利益よりも新技術・ビジネスモデルを重視した市場であるため、赤字決算の企業でも上場は可能であった（該当するのはジャパン・ティッシュ・エンジニアリングのみ）。しかし、投資家保護のため適時開示のほか四半期ごとのマイルストーン開示（内容は事業計画の内容など）を義務付けていた。また、技術評価アドバイザリー・コミッティーという機関があり、上場審査の際にその新技術・ビジネスモデルを評価していた。

### マイルストーン開示
マイルストーン開示は、NEOが技術開発やビジネスモデル展開において成長の可能性を有する企業を支援することを目的としていたことから、上場企業に求めていた開示。マイルストーンとは里程標を意味し、企業を今度どのように発展させる計画であるか具体的に示すことが求められていた。ジャスダックへの統合後も、旧NEO上場企業の一部の銘柄では、継続してマイルストーン開示を行っている。
マイルストーン開示には、次に掲げる事項を記載することが求められる。
- 事業計画の内容および前提条件
- 事業計画の進捗状況および今後の達成見通し
- 開示した前提条件との比較に基づく達成または未達成の要因

## 歴史
- 2007年8月13日創設。
- 2010年10月12日、大阪証券取引所の新興企業向け市場「ヘラクレス」と、旧ジャスダックを市場統合し「新ジャスダック市場」へ移行した。なお、NEO上場企業はジャスダックへの統合後は「グロース市場」の部に配置された。

### 旧NEO上場企業
| 社名                                   | コード | 業種         | 売買開始日     | 注釈                                   |
| -------------------------------------- | ------ | ------------ | -------------- | -------------------------------------- |
| ユビキタス                             | 3858   | 情報・通信業 | 2007年11月13日 | NEO第1号銘柄                           |
| ウェブマネー                           | 2167   | サービス業   | 2007年12月6日  | 後に、2011年10月11日JASDAQから上場廃止 |
| ジャパン・ティッシュ・エンジニアリング | 7774   | 精密機器     | 2007年12月21日 |                                        |
| カルナバイオサイエンス                 | 4572   | 医薬品       | 2008年3月25日  |                                        |
| テラ                                   | 2191   | サービス業   | 2009年3月26日  |                                        |
| デ・ウエスタン・セラピテクス研究所     | 4576   | 医薬品       | 2009年10月23日 |                                        |
| セルシード                             | 7776   | 精密機器     | 2010年3月16日  |                                        |